# Wilhelm Gebauer

Wilhelm Gebauer 1935

Wilhelm Gebauer (* 7. Jänner 1882 in Tabor, Österreichisch-Schlesien; † 23. August 1972 in Wien) war ein österreichischer Berufsoffizier und letzter lebender Feldmarschalleutnant Österreichs.

## Leben

### K.u.k. Monarchie
Gebauer wurde im Haus Nr. 37 in Tabor als erster Sohn des Bauern Johann Gebauer und dessen zweiter Frau Josepha Neissner geboren. Er begann nach der Matura in Troppau eine militärische Karriere an der Brünner Kadettenschule. Als Leutnant verhinderte er, unter Einsatz seines Lebens, bei den Unruhen in Petroleumgebiet Boryslaw ein Großfeuer und wurde mit der Tapferkeitsmedaille „Signum Laudis“ ausgezeichnet.
Nach Abschluss der k.u.k. Kriegsschule diente er als Oberleutnant dem Wiener Infanterie-Brigade-Kommando, mit dem mit Beginn des Ersten Weltkrieges ab 1914 als Hauptmann an der russischen Front eingesetzt wurde. Dort wurde er mehrfach ausgezeichnet, unter anderem als Ritter mit dem Orden der Eisernen Krone 3. Klasse. Für die Verleihung des höchsten militärischen Ordens für Offiziere, den „Maria-Theresia-Orden“, wurde der Antrag eingereicht, der wegen des Todes von Kaiser Franz Joseph nicht mehr bearbeitet wurde. Im letzten Kriegsjahr diente er im k.u.k. Kriegsministerium.

### Republik Österreich
Nach Kriegsende übernahm ihn die Republik als Major in das Bundesheer, für das er das Exerzierreglement verfasste. Vom 5. Oktober 1927 bis 31. Dezember 1928 wurde er als Oberst zum Stabschef der 2. Brigade im Stadtkommando Wien unter Generalmajor Otto Wiesinger berufen. Hiernach erfolgte die Verwendung als Adjutant des österreichischen Heeresministers Carl Vaugoin, sowie ab 1932 als Kommandant der niederösterreichische 3. Brigade in St. Pölten.

### Bundesstaat Österreich
Zum Ende seiner Laufbahn, die bis in die Zeit des autoritären Ständestaates reichte, wurde er am 18. März 1937 zum Feldmarschallleutnant, mit dem Ehrentitel Exzellenz, ernannt und am 31. März 1937 in den Ruhestand versetzt.

### Ruhestand
Nach dem Anschluss Österreichs an das Deutsche Reich 1938 lehnte er das Angebot der deutschen Wehrmacht ab, sich reaktivieren zu lassen.
Gebauer lebte im Ruhestand in Wien und wurde auf dem Hietzinger Friedhof bestattet.

## Militärischer Lebenslauf
- 18. August 1901 Kadett-Offiziersstellvertreter
- 26. Oktober 1902 Leutnant
- 26. April 1909 Oberleutnant
- 1. August 1914 Hauptmann
- 1. Januar 1920 Major
- ??.??.1922 Oberstleutnant
- 28. November 1927 Oberst
- 24. Oktober 1932 Generalmajor
- 18. März 1937 Feldmarschalleutnant

## Militärische Auszeichnungen
- 3. November 1904 Bronzene Militär-Verdienstmedaille am roten Bande des Verdienstkreuzes (P.V.Bl.46/1904)
- 2. Dezember 1908 Militär-Jubiläumskreuz
- 20. Oktober 1911 Kaiserlicher chinesischer Orden vom Doppelten Drachen III. Grades, III. Klasse (P.V.Bl.42/1911)
- 19. April 1913 Montenegrinischer Orden Danilo I., V. Klasse (P.V.Bl.19/1913)
- 25. November 1914 Militärverdienstkreuz III. Klasse mit Schwertern (P.V.Bl.91/1914)
- 28. Mai 1915 Eisernes Kreuz (1914) II. Klasse (P.V.Bl.79/1915)
- 31. Juli 1915 Bronzene Militär-Verdienstmedaille am Bande mit Schwertern (P.V.Bl.115/1915)
- 2. März 1916 Silberne Militär-Verdienstmedaille am Bande mit Schwertern (P.V.Bl.47/1916)
- 27. Januar 1917 Silberne Militär-Verdienstmedaille mit Schwertern und silberner Spange (P.V.Bl.24/1917)
- 26. Januar 1918 Orden der Eisernen Krone III. Klasse mit Schwertern (P.V.Bl.19/1918)
- 17. August 1926 Militärdienstzeichen II. Klasse für Offiziere
- 5. Juli 1930 Großes Deutschmeister-Abzeichen und Ehrenmitgliedschaft
- 22. Dezember 1932 Großes silbernes Ehrenzeichen für Verdienste um die Republik Österreich
- 19. Juni 1933 Kriegserinnerungsmedaille
- 18. August 1936 Militärdienstzeichen I. Klasse für Offiziere